# Hairspray (2007)
Hairspray är en amerikansk musikal-film från 2007. Den hade bred internationell premiär den 20 juli 2007 samt Sverigepremiär den 19 oktober samma år. Den spelades in i Toronto och i Hamilton i Kanada. Den är en filmatisering av en Broadwaymusikal som i sin tur är baserad på filmen Hairspray från 1988. 

## Handling
Filmen utspelar sig under 1960-talet i staden Baltimore, Maryland, USA. Filmens huvudperson, Tracy Turnblad (Nikki Blonsky), älskar TV-programmet The Corny Collins Show och hennes största dröm är att vara med och dansa i det mycket kända programmet. Hon är även förälskad i seriens stora kändis: Link Larkin (Zac Efron). Amber von Tussle (Brittany Snow) är en av medlemmarna i TV-programmet The Corny Collins Show och hennes mamma, Miss Velma von Tussle (Michelle Pfeiffer) är produktionschef på stationen WYZT. Hon vill att hennes dotter ska vinna tävlingen "Little Miss Hairspray". 
Då musikalen utspelar sig (1962) har svarta afro-amerikaner betydligt svårare livsbetingelser än vita, främst på grund av raslagarna och den strukturella rasismen i det amerikanska samhället. Tracy tycker detta är fel, då hon älskar Corny Collins Show's speciella "Negro Day", en dag reserverad för svarta, som då får framträda med olika musik- och dansnummer. Uppmuntrad av sin pappa (Christopher Walken) tar Tracy, trots sin mammas (John Travolta) motstånd, det stora steget och går på audition för att vara med i TV-programmet. Men för att kunna bli "stor" måste hon också tänka stort, även om hennes hår och kropp redan motsvarar formatet.

## Skådespelare
- John Travolta, Edna Turnblad
- Michelle Pfeiffer, Velma Von Tussle
- Christopher Walken, Wilbur Turnblad
- Amanda Bynes, Penny Pingleton
- James Marsden, Corny Collins
- Queen Latifah, Motormouth Maybelle
- Brittany Snow, Amber Von Tussle
- Zac Efron, Link Larkin
- Elijah Kelley, Seaweed
- Allison Janney, Prudy Pingleton
- Paul Dooley, Mr. Spritzer
- Nikki Blonsky, Tracy Turnblad
- Taylor Parks, lilla Inez
- Jayne Eastwood, Miss Wimsey
- Darren Frost, kameraman
- John Waters, blottare
- Ricki Lake, talangjägare
- Joe Parro, lärare
- Nick Loren, polisen Nick
- Adam Shankman, talangjägare
- Marc Shaiman, talangjägare
- Scott Wittman, talangjägare
- Jerry Stiller, Mr. Pinky.

Jerry Stiller, som spelar butiksägaren Mr. Pinky, spelade Wilbur Turnblad i originalfilmen. John Waters syns hastigt i första musikalnumret som en blottare. Ricki Lake, som spelade Tracy Turnblad i originalet spelar en talangjägare som sitter i publiken under Corny Collins Show. Hon sjunger även Mama I'm a Big Girl Now, som spelas under eftertexterna, tillsammans med Nikki Blonsky (Tracy) och Marissa Janet Winokur, som spelade Tracy på Broadway.

## Filmmusik

### Låtar som hörs genom filmen
- Good Morning Baltimore – Nikki Blonsky
- The Nicest Kids in Town – James Marsden, Brittany Snow, Zac Efron
- It Takes Two – Zac Efron
- (The Legend of) Miss Baltimore Crabs – Michelle Pfeiffer
- Ladies' Choice – Zac Efron
- The New Girl in Town – Brittany Snow, Sarah Jayne Jensen, Hayley Podschun, Kamilah Marshall, Terita Redd & Shayna Steele
- Welcome to the '60s – Nikki Blonsky & John Travolta
- Run and Tell That – Elijah Kelley & Taylor Parks
- Big, Blonde and Beautiful – Queen Latifah
- Big Blonde and Beautiful (repris) – Michelle Pfeiffer & John Travolta
- (You're) Timeless to Me – Christopher Walken & John Travolta
- I Know Where I've Been – Queen Latifah
- Without Love – Zac Efron, Nikki Blonsky, Elijah Kelley & Amanda Bynes
- (It's) Hairspray – James Marsden, Brittany Snow
- You Can't Stop the Beat – Nikki Blonsky, Zac Efron, Amanda Bynes, Elijah Kelley, John Travolta & Queen Latifah

### Låtar som spelas under eftertexterna
- Come So Far (Got So Far to Go) – Queen Latifah, Zac Efron, Nikki Blonsky, Elijah Kelley
- Mama, I'm a Big Girl Now – Nikki Blonsky, Ricki Lake, Marissa Janet Winkour
- Cooties – Aimee Allen